# Streptomyces
Streptomyces es el género más grande de Actinomycetota y el género tipo de la familia Streptomycetaceae. Son un grupo de bacterias gram positivas de contenido GC generalmente alto. Se encuentran predominantemente en suelos y en la vegetación descompuesta y la mayoría produce esporas (también denominadas conidios) en los extremos de las hifas aéreas. Se distinguen por el olor a «tierra húmeda» que desprenden, resultado de la producción de un metabolito volátil, la geosmina (S. coelicolor).
Las especies del género Streptomyces se caracterizan por poseer un metabolismo secundario (rutas metabólicas no requeridas para la supervivencia) complejo.  Producen numerosos antibióticos de uso clínico de origen natural, como estreptomicina, neomicina, cloranfenicol, fosfomicina, etc, y otras moléculas de interés farmacológico como el ácido clavulánico. Las Streptomyces raramente son patógenas, aunque pueden producir infecciones en humanos, tales como micetoma por S. somaliensis y S. sudanensis. En las plantas, S. caviscabies y S. scabies ocasionan costras. También a partir de ellos, concretamente de S. avermetilis, se sintetizó toda una familia de insecticidas, las avermectinas.
Se ha identificado la presencia de especies del género en mamíferos: Streptomyces puniseus en el fluido amniótico del ser humano y Streptomyces scabies, Streptomyces avertimilis y Streptomyces dawanesis en la microbiota intestinal del tigre de Amur (Panthera tigris tigris).

## Taxonomía
Streptomyces es un género de la familia Streptomycetaceae y actualmente cubre cerca de 576 especies, y el número aumenta cada año. Las cepas acidófilas y tolerantes a los ácidos que inicialmente se clasificaron en este género se trasladaron a Kitasatospora (1997) y Streptacidiphilus (2003). La nomenclatura de las especies generalmente se basa en su color de hifas y esporas.

## Morfología
El género Streptomyces incluye bacterias aerobias, grampositivas, filamentosas que producen hifas vegetativas bien desarrolladas (entre 0.5-2.0 µm de diámetro) con ramas. Forman un complejo micelio de sustrato que ayuda a eliminar compuestos orgánicos de sus sustratos. Aunque los micelios y las hifas aéreas que surgen de ellos son amotiles, la movilidad se logra mediante la dispersión de esporas. Las superficies de esporas pueden ser peludas, rugosas, lisas, espinosas o verrugosas. En algunas especies, las hifas aéreas consisten en filamentos largos y rectos, que tienen 50 o más esporas a intervalos más o menos regulares, dispuestos en verticilos (verticilos). Cada rama de un verticilo produce, en su ápice, una umbela, que lleva de dos a varias cadenas de esporas esféricas a elipsoidales, lisas o rugosas. Algunas cepas forman cadenas cortas de esporas en las hifas del sustrato. Las estructuras similares a esclerocios, picnidios, esporangios y sinnemata son producidas por algunas cepas.

## Genómica
El genoma completo de S. coelicolor A3(2) fue publicado en 2002. En esa fecha era el genoma bacteriano más grande conocido. La secuencia genómica de S. avermitilis fue completada en 2003. Este fue el primer genoma secuenciado de un microorganismo de uso industrial. Ambos genomas tienen un único cromosoma lineal, en contraste con la mayoría del resto de las bacterias que contienen cromosomas circulares. La secuencia genómica de S. scabies, una especie que causa costras en la patata, ha sido completada recientemente.

## Biotecnología
En los últimos años, Streptomyces spp. ha sido objeto de investigaciones en biotecnología para la producción de proteínas recombinantes humanas. Tradicionalmente, Escherichia coli era la especie de elección para albergar genes eucariotas, puesto que es una bacteria bien conocida y fácil de trabajar. Sin embargo, E. coli introduce algunos problemas, tales como una glucosilación incorrecta (o una ausencia de la misma) y un plegamiento proteínico incorrecto, lo que causa insolubilidad y pérdida de bioactividad del producto. Streptomyces spp., por otro lado, tiene la habilidad de secretar proteínas recombinantes correctamente plegadas en el medio de producción, lo que simplifica los pasos subsecuentes de purificación. Estas características, entre otras, hacen de Streptomyces spp. una alternativa más atractiva que otras bacterias, como E. coli y Bacillus subtilis.

## Medicina
Streptomyces es el género que produce el mayor número de antibióticos, tanto bactericidas como fungicidas, y también un amplio rango de compuestos bioactivos como inmunosupresores. Casi todos los compuestos bioactivos producidos por Streptomyces se inician durante el tiempo que coincide con la formación de hifas aéreas a partir del micelio del sustrato.
- Antibióticos antifúngicos. Los estreptomicetos producen numerosos compuestos antifúngicos de importancia medicinal, que incluyen nistatina (de S. noursei), anfotericina B (de S. nodosus) y natamicina (de S. natalensis).
  - Nistatina (S. noursei)
  - Anfotericina B (S. nodosus)
  - Natamicina (S. natalensis)
  - Lavandulae (S. lavandulae)
  - Garyphalus (S. garyphalus)
- Antibióticos antibacterianos. Los miembros del género Streptomyces son la fuente de numerosos agentes farmacéuticos antibacterianos. Entre los más importantes se encuentran:
  - Eritromicina (S. erythreus)
  - Espiramicina (S. ambofaciens)
  - Neomicina (S. fradiae)
  - Estreptomicina (S. griseus)
  - Kanamicina (S. kanamyceticus)[17]
  - Tetraciclina (S. rimosus)
  - Vancomicina (S. orientalis)
  - Rifamicina (S. mediterranei)
  - Cloranfenicol (S. venezuelae)
  - Daptomicina (S. roseosporus)
- Antiparasitarios. 
  - Ivermectina (S. avermitilis)[18][19]
- Inmunosupresores
  - Tacrolimus (S. tsukubaensis)
  - Sirolimus (S. hygroscopicus)